# Dragon János
Dragon János (Törökkanizsa, 1884. szeptember 1. – Makó, 1959. augusztus 16.) magyar országgyűlési képviselő (MKP).

## Életpályája
Érettségi után Makón a pénzügy-igazgatóság tisztviselője volt. 1944 előtt nem volt párttag. 1944 tavaszán – a német megszálláskor – az angol rádió hallgatásáért letartóztatták. 21 társával először Budapestre, majd Ricsére vitték. Még abban az évben szabadult. 1944 októberében az MKP makói szervezetének alapító tagja volt. 1944. december 17-én a makói képviselő-testület az Ideiglenes Nemzetgyűlés képviselőjévé választotta. 1945. március 12-én lett tagja a képviselő-testületnek. 1945-ben visszavonult a politikától.

## Családja
Szülei: Dragon György gyógyszerész és Szalay Viktória voltak. Három testvére volt: Dragon Margit, Dragon István gyógyszerész és Dragon Kálmán (1893-1960). 1913. március 23-án házasságot kötött Melcher Antóniával. Három gyermekük született: Dragon Gyula, Dragon Mária és Dragon Erzsébet.